# Mauger de Troina
Mauger a fost cel de al treilea fiu și probabil primul dintre fiii legitimi ai contelui din dinastia Hauteville Roger I de Sicilia.
Mauger era fiul lui Roger cu cea de a doua soție a sa, Eremburga de Mortain. Tatăl săpu l-a numit conte Troina, dar alte date nu se cunosc despre el. A murit cândva după 1098, înaintea lui Roger I.